# Besetzung des Wohlgroth-Areals
Die Besetzung des Wohlgroth-Areals in Zürich war eine der grössten Hausbesetzungen in der Geschichte der Schweiz. Sie dauerte von Mai 1991 bis zur polizeilichen Räumung am 23. November 1993. In den fünf Gebäuden des Areals waren zahlreiche für die Öffentlichkeit zugängliche soziale und kulturelle Einrichtungen wie „Volxküche“, Notschlafstelle, Bibliothek oder auch ein Kino untergebracht. Zuletzt lebten rund 100 Bewohner in den Häusern des Areals.

## Geschichte

### Auflassung des Zürcher Wohlgroth-Werkes
Nachdem die Wohlgroth AG 1989 das Zürcher Werk an der Josefstrasse 35 aufgelassen hatte, wurde das gesamte Grundstück einer Tochterfirma der Maschinenfabrik Oerlikon-Bührle überlassen. Bührle plante auf dem Grundstück am Zürcher Hauptbahnhof einen grossen Büro- und Wohnkomplex. Allerdings war neben der damals neu gegründeten IG Kreis 5, einer Interessenvertretung der Einwohner des Stadtkreises, auch die Stadt Zürich selbst gegen eine Neuüberbauung des Areals, aufgrund des Wohnerhaltungsgesetzes, weshalb sie die Abbruchbewilligung vorerst nicht erteilte.

### Besetzung
Zu Pfingsten 1991 wurde mittels Flugzetteln mit der Aufschrift „Vage die Sau sich lümmelt“ zur Besetzung des Areals aufgerufen. Etwa 50 Personen leisteten diesem Aufruf Folge und besetzten die verlassene Gaszählerfabrik der Wohlgroth AG an der Ecke Josef- und Klingenstrasse im Zürcher Industriequartier.
Am 18. Mai 1991 begann die zweieinhalbjährige Besetzung des Areals. Zunächst wurden die zugeschweissten oder zugemauerten Fenster der Fabrikhallen und der zwei Wohnhäuser geöffnet und die Räume geputzt und wieder bewohnbar gemacht. Bereits am ersten Abend gab es Volxküche und ein Konzert, wodurch viele Neugierige angezogen wurden. Aufgrund der laufenden Rekursverfahren gegen einen Abbruch der Gebäude konnten sich die Besetzer vor einer schnellen Räumung relativ sicher fühlen.
Vorerst gab es zwei Wohngebäude, in denen bis Oktober 1992 etwa 30 Personen wohnten. Dann kam das frei gewordene Haus an der Josefstrasse 31 dazu und wurde mittels einer Brücke mit dem übrigen Areal verbunden. Im Dezember 1992 folgte die Josefstrasse 39 und im Frühsommer 1993 wurden die restlichen vier Wohnhäuser (genannt: „Yussuf“, „Yussip“, „Yussif“ und „Fleischkäse“) des Areals frei und wurden besetzt. Zuletzt wohnten über 100 Personen auf dem Areal.

### Letzte Monate und Räumung
Am 20. November 1993 demonstrierten rund 2000 Sympathisanten in der Zürcher Innenstadt für den Erhalt der Wohlgroth.
In den Sommermonaten 1993 war das Rechtsverfahren abgeschlossen. Um an die Öffentlichkeit zu gelangen, um Druck auf die Stadt und Bührle zu machen und um darauf aufmerksam zu machen, dass Zürich ein Kulturzentrum wie die Wohlgroth brauche, wurde die Mediengruppe wiedergegründet. Auch die Fassaden an der Klingen- und der Josefstrasse wurden neu gestaltet, und eine Fotogalerie wurde eröffnet.
Die Medien berichteten ausführlich über die grösste Besetzung, die es in der Schweiz je gegeben hatte. In dieser Zeit organisierten die Besetzer Demonstrationen, Umzüge und Aktionen, um in der Stadt präsent zu sein und auf ihre Situation aufmerksam zu machen.
Das Angebot zum Umzug nach Seebach von Stadträtin Ursula Koch und Bührle-Direktor Hans Widmer lehnten die Besetzer als unzumutbar ab, da es im Vergleich zur Wohlgroth abgelegen war und keine Wohnmöglichkeiten aufwies. Zudem wollte man zweieinhalb Jahre Arbeit, Kunst und Gestaltung, die in den Gebäuden der Wohlgroth steckten, nicht aufgeben.
Am 23. November 1993 wurde das Areal polizeilich geräumt, ohne dass es dabei zu größeren Konfrontationen kam. Erst am Abend der Räumung kam es in Zürich zu schweren Krawallen von Vermummten.

## Aktionismus und Gestaltung
An der Wohlgroth-Fassade gegen die Bahngeleise gab es ein Graffiti im offiziellen SBB-Bahnhofsschild-Design, auf dem nebst dem SBB-Logo statt „ZÜRICH“ gross „ZUREICH“ (als Anagramm von ZUERICH) geschrieben stand. Etwas darüber war ein grosses, „Alles wird gut“ lautendes, Graffito deutlich zu sehen. Dieser aufgrund der Lage am Zürcher Hauptbahnhof bekannte Spruch diente dem 2003 entstandenen Schweizer Film Alles wird gut als Titel. Ein Foto davon dient zugleich zur Darstellung des Filmtitels.

## Einrichtungen am Areal

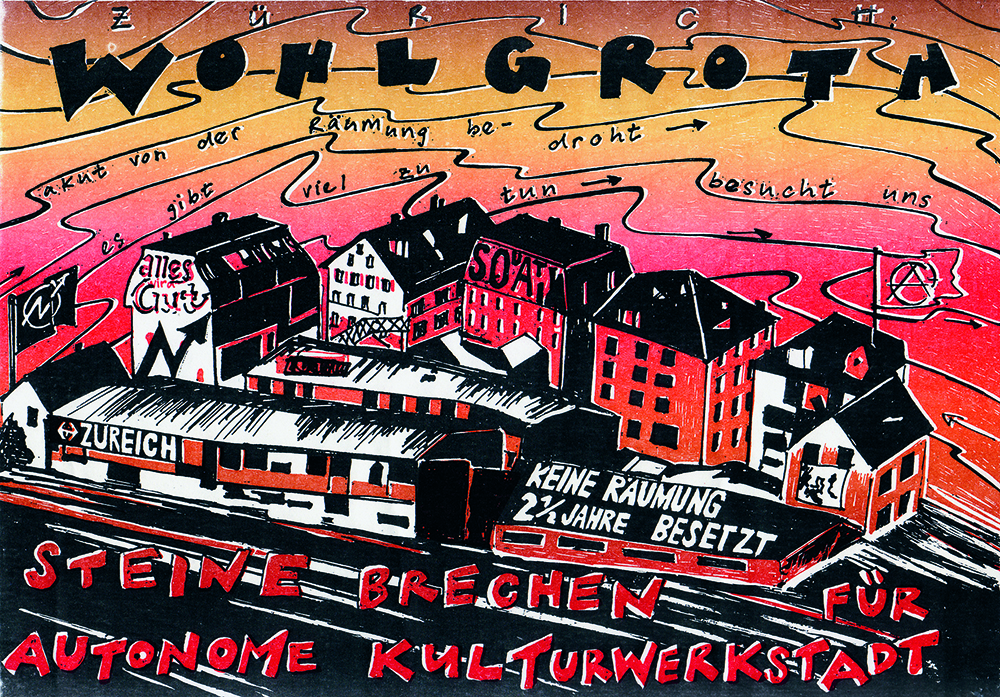
Wohlgroth-Übersicht vor der Räumung, November 1993

### FixerInnenraum, später Infocafé, Videoraum und Nähatelier
Da zu dieser Zeit eine katastrophale Situation in der Zürcher Drogenszene vorherrschte, wurde anfangs ein rund um die Uhr betreuter FixerInnenraum für Drogensüchtige auf dem Gelände eingerichtet. Nach der Schliessung durch die Besetzer wurde ein Infocafé aus dem Raum. Später beanspruchte eine Videogruppe („Red Fox Underground“) den Raum, bevor dort schliesslich ein Nähatelier eingerichtet wurde.

### Notschlafstelle, später Frauenhaus
Frauen funktionierten das kleinere der beiden Wohnhäuser in eine experimentelle Notschlafstelle um. Aber auch diese existierte aufgrund des grossen Betreuungsaufwandes nicht sehr lange.

### Bar und Volxküche
Die Bar war die wichtigste Einkommensquelle am Areal. An Wochenenden waren oft Hunderte Gäste anwesend. Das Geld, das an der Bar verdient wurde, floss ins ganze Areal und finanzierte die unterschiedlichsten Vorhaben und Einrichtungen. Melinda Nadj Abonji beschreibt die Bar in ihrem Roman Tauben fliegen auf. Bereits vom ersten Tag an gab es eine Volxküche, in der es jeden Abend Essen für fünf Franken gab.

### Film- und Musikräume
Die Videogruppe Red Fox Underground errichtete bald ein eigenes Kino, in welchem regelmässig Filme gezeigt wurden, die von Interessierten mitgebracht wurden.
Im Konzertsaal gab es durchschnittlich drei Mal in der Woche Konzerte, insgesamt mehrere Hundert. Dort traten Bands aus Übersee und ganz Europa auf. Viele Zürcher Bands spielten dort ihre ersten Auftritte. Direkt unter dem Konzertsaal befand sich auch die Disko, in der unter anderem einige der ersten Raves der damals neuen und noch unkommerziellen Techno-Bewegung stattfanden.
Einigen wurde die im Konzertsaal angebotene Musik zu eintönig und gründeten daraufhin den Jazzkeller. Im Frühling 1993 wurde dort erstmals auch ein Tangokurs durchgeführt. Seither gab es jeden Sonntagabend eine TangoBar mit Tangokurs.

### Sonstige Räume
- Läsothek: In einem der Fabriktrakte wurde bereits von Anfang an eine Läsothek eingerichtet, welche innerhalb kürzester Zeit über 1.000 mitgebrachte Bücher beisammenhatte. Man konnte sie ausleihen oder gleich dort lesen.
- Bewegungsraum: vor allem Skater beanspruchten diesen Raum für sich
- Stiller Bewegungsraum: Hier wurde Kampfsport ausgeübt

Des Weiteren gab es verschiedene Werkstätten, darunter auch eine für Fahrräder. Es gab einen Billard- und einen Tischfussballtisch, eine Bierbrauerei („Böhrlimaa“-Bier) und einige weitere unterschiedlich genutzte Räume.

## Bedeutung
Das weitläufige Industrieareal entwickelte sich durch seine Grösse und zentrale Lage schnell zu einem wichtigen Szene-Treffpunkt und zu einer der spektakulärsten Besetzungen der Schweizer Geschichte. Zum ersten Mal konnte mit Autonomie und Kollektivität in einem grösseren Rahmen experimentiert werden. Geprägt war das Zusammenleben in der Wohlgroth durch eine anarchistische Lebensführung, welche sich durch wenig Lohnarbeit, viel Freizeit und Selbstbestimmung auszeichnete – undogmatisch und ohne staatliche Aufsicht.
Die Wohlgroth stand gleichzeitig für den Rückzug der Häuserkampfbewegung auf ‘Inseln’; die Kämpfe der 68er-Bewegung für eine andere Gesellschaft und der 80er Bewegung für die Rückeroberung der ‘ganzen Stadt’ waren Vergangenheit. Hausbesetzungen verloren im Laufe der 80er und 90er Jahre zunehmend ihre Protestfunktion und wurden immer mehr zum reinen Selbstzweck: man besetzte, um eine Bleibe zu haben und dort selbstverwaltet zu leben.
Neben dem Wohnexperiment entwickelte sich die Wohlgroth zu einer ‘autonomen Kulturwerkstatt’ (AKW), die in ihrer Bedeutung mit dem AJZ Anfang der 1980er Jahre vergleichbar ist. Das kulturelle Programm setzte sich aus weit mehr als Punk- und Hardcoremusik zusammen; es reichte vom Jazz-Konzert bis zur Kunst-Ausstellung. Treffend bringt der von der Wohlgroth selbst geprägte Begriff ‘Kulturbrot’ das kulturelle Selbstverständnis auf den Punkt: Kultur galt als Nahrung für das tägliche Leben. Der kommerzielle Gedanke war dabei nebensächlich; die Innovation und das Experimentelle standen vielmehr im Mittelpunkt.

## Dokumentation
- «Allein machen sie dich ein». Die Zürcher Häuserbewegung 1979–1994, filmische Dokumentation in acht Teilen von Mischa Brutschin.[7]
- Wohlgroth-Besetzung (1992). Video SRF Archiv (38 min)
- Frei Wild – Wilde Freiheit Wochenschau Wohlgroth. Video (16 min)